# Val di Noto

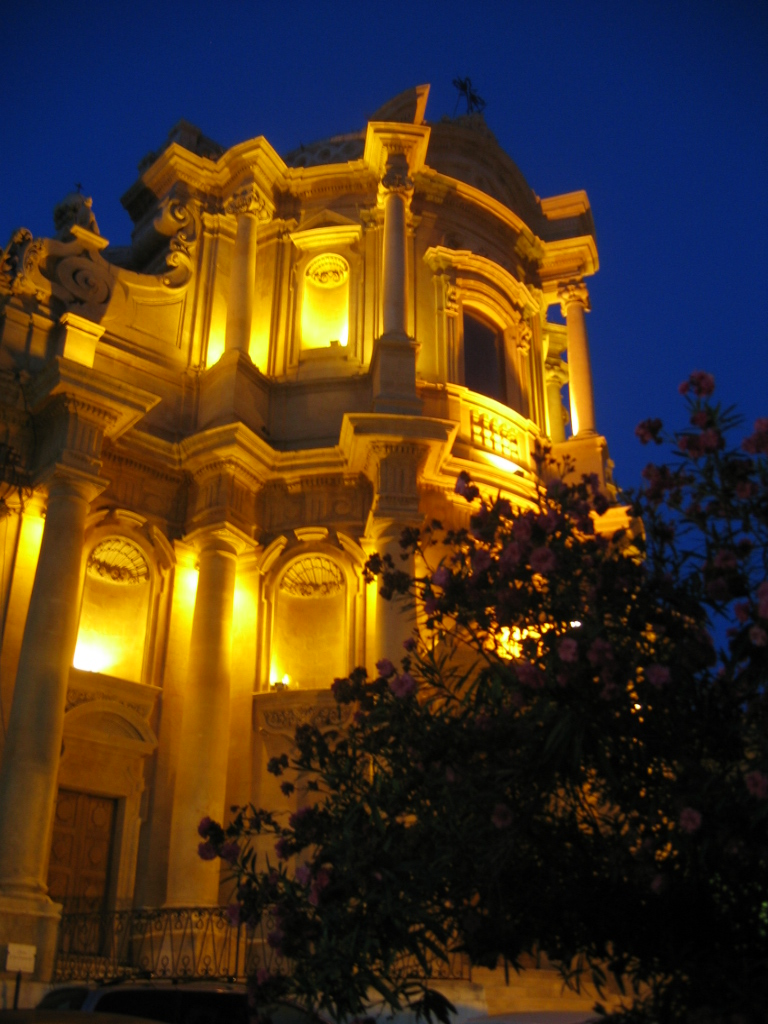
Chiesa di San Domenico - Noto

Val di Noto är ett geografiskt område på sydöstra Sicilien, dominerat av Ibleanplatån. Området drabbades hårt av jordbävningen på Sicilien 1693. Områdets små städer återuppbyggdes i en stil som kom att bli känd som siciliansk barock; mest noterbart är staden Noto, som idag är en välbesökt turistort för sin vackra barockarkitektur.
Den forntida staden Akrai (Palazzolo Acreide) grundades här år 664 f.Kr. Den var korintintiska Syrakusas första koloni. Syrakusa utvidgade då sitt herravälde över Siciliens inland. Den raserade staden återupptäcktes av historikern Tommaso Fazello i slutet av 1500-talet. Vidare utgrävningar i början av 1800-talet av baron Gabriele Iudica, gav viktiga fakta om östra Siciliens tidiga historia.
I juni 2002 blev Val di Noto ett världsarv. Städerna som ingår i världsarvet är: Caltagirone, Militello in Val di Catania, Catania, Modica, Noto, Palazzolo Acreide, Ragusa, and Scicli.

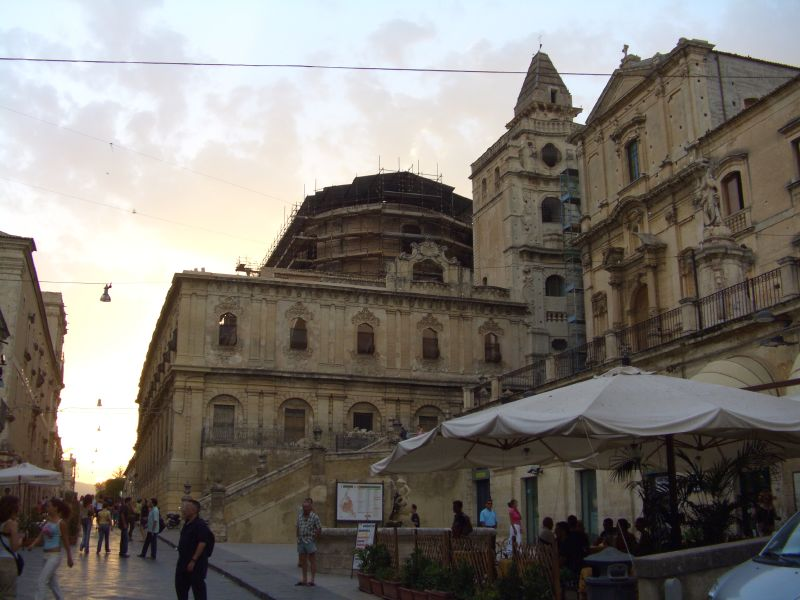
Piazza dell'Immacolata - Noto
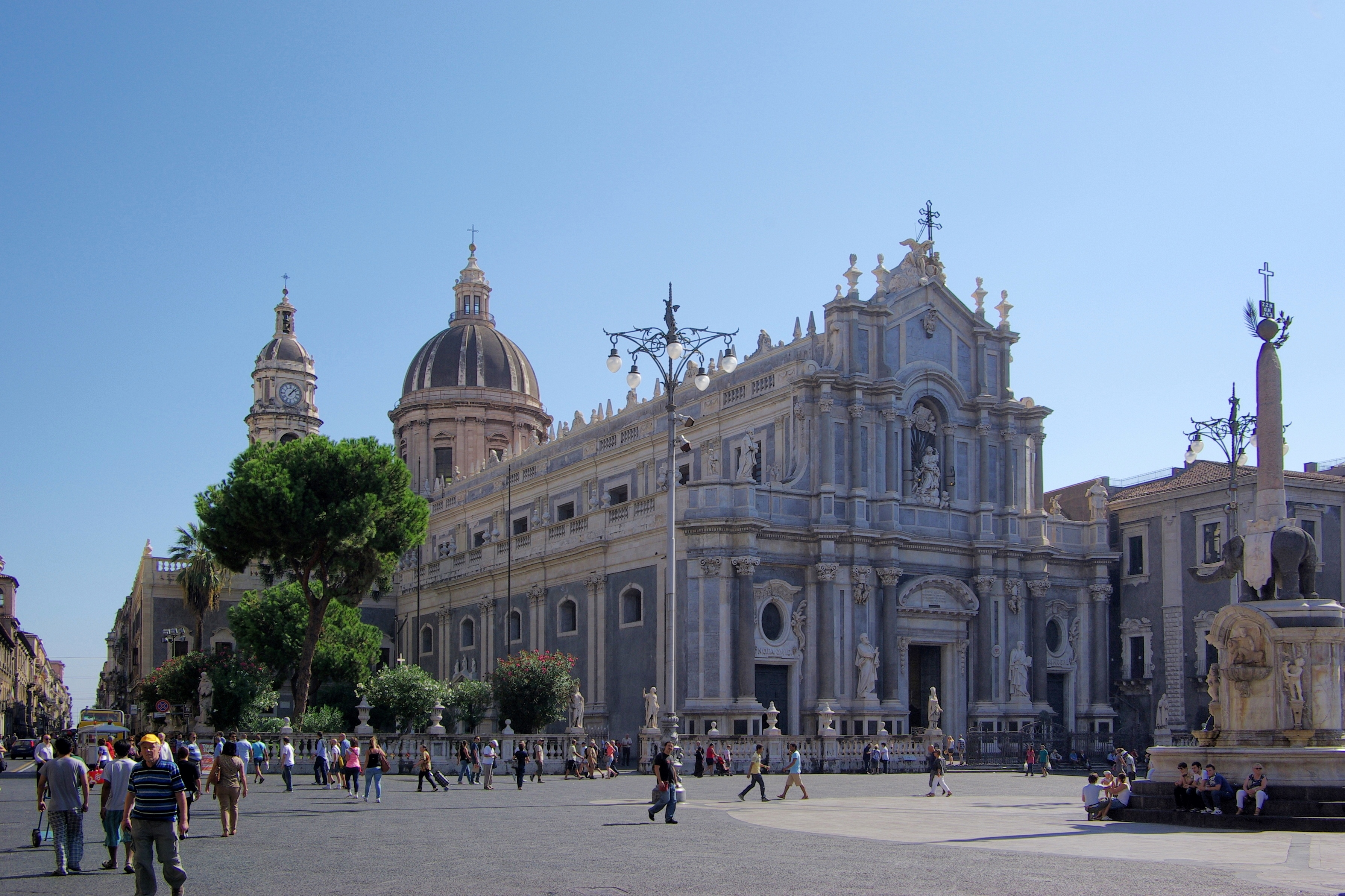
La Cattedrale di Sant'Agata - Catania
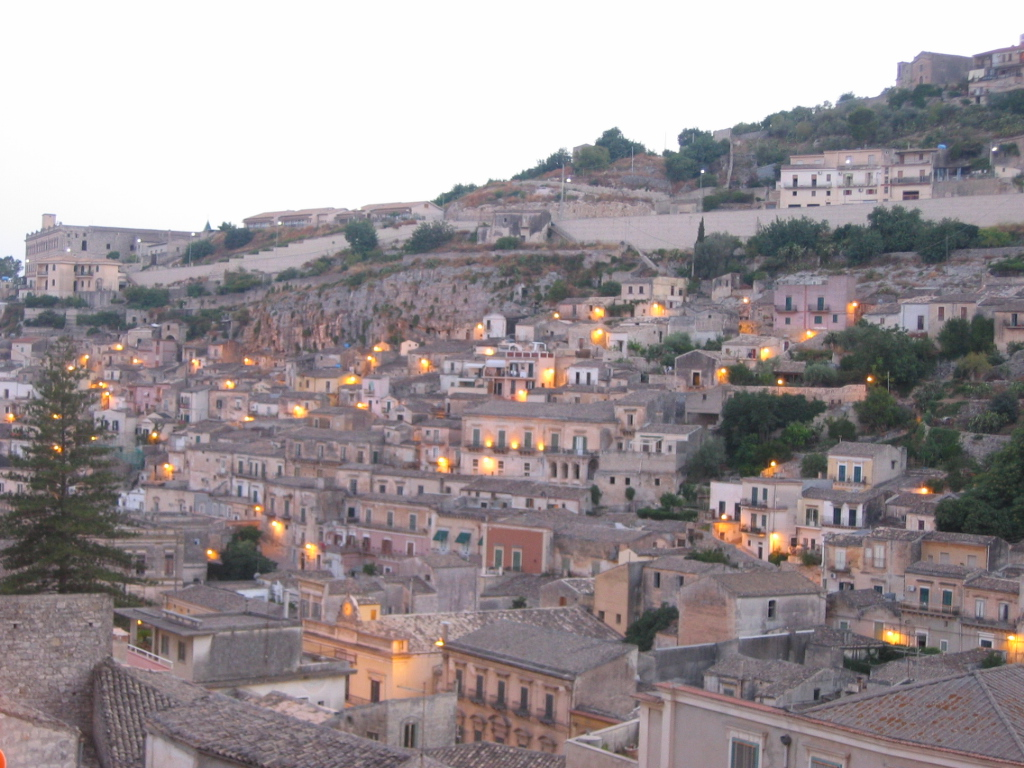
Vy över Modica
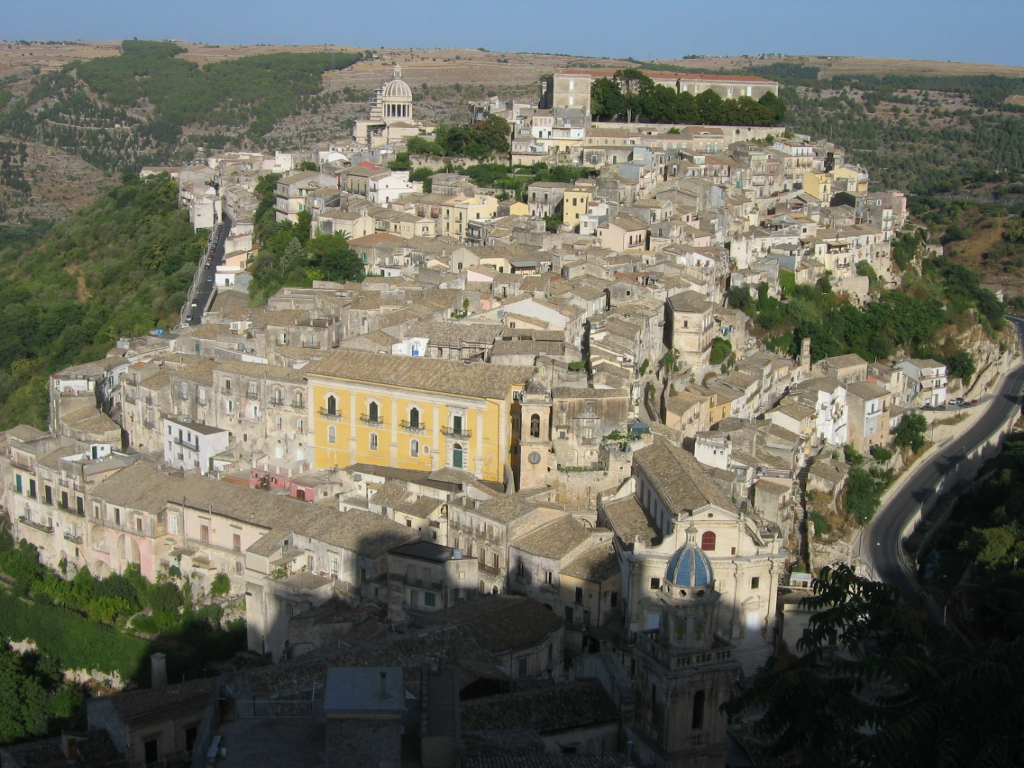
Vy över Ragusa Ibla
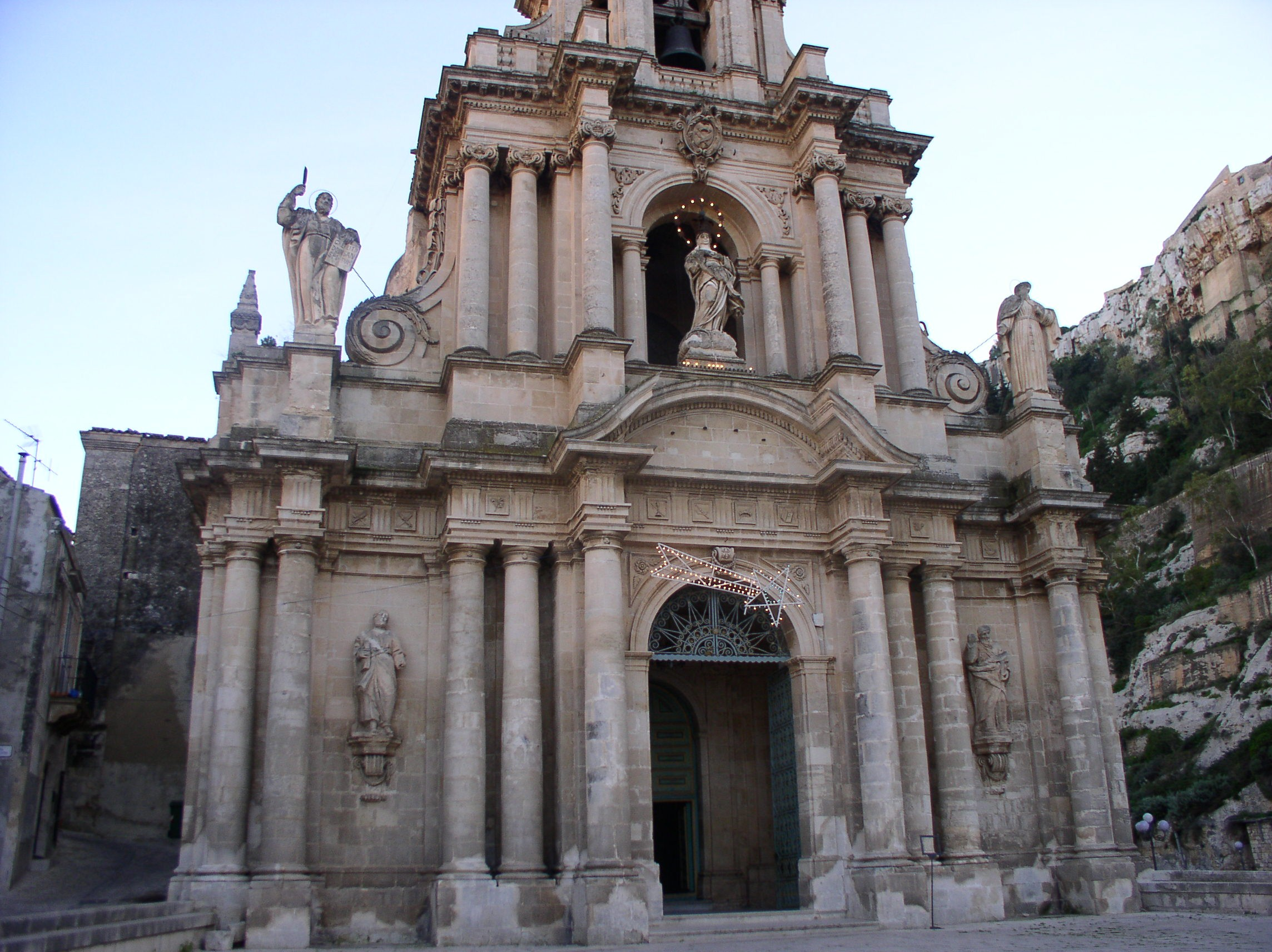
La chiesa di San Bartolomeo - Scicli

## Fotnoter
1. ↑  Termen val refererar inte till "dalgång" som i andra italienska geografiska namn, utan till ett vallum i vilket Sicilien var administrativt indelat i under det arabiska herraväldet.